# مسجد جامع سیف‌آباد
مسجد جامع سیف آباد مربوط به دوره قاجار است و در شهرستان بردسکن، بخش مرکزی، روستای سیف‌آباد واقع شده و این اثر در تاریخ ۱۷ مرداد ۱۳۸۳ با شمارهٔ ثبت ۱۱۰۳۳ به‌عنوان یکی از آثار ملی ایران به ثبت رسیده است.
بیشترین فضای مسجد در بخش شرقی آن به صورت شبستان ستون دار با پایه‌های چهار ضلعی به ابعاد ۱٫۵ متر شکل گرفته‌است. بر رأس پوشش گنبد خانه، گنبدی با ظاهر ساده و بر بالای ایوان دو ستون کوچک آجری که نمادی از ماذنه می‌باشد به چشم می‌خورد. محراب داخل بنا و پوشش زیر گنبد با آجرهای خفته راسته تزئین شده‌است.

## نگارخانه

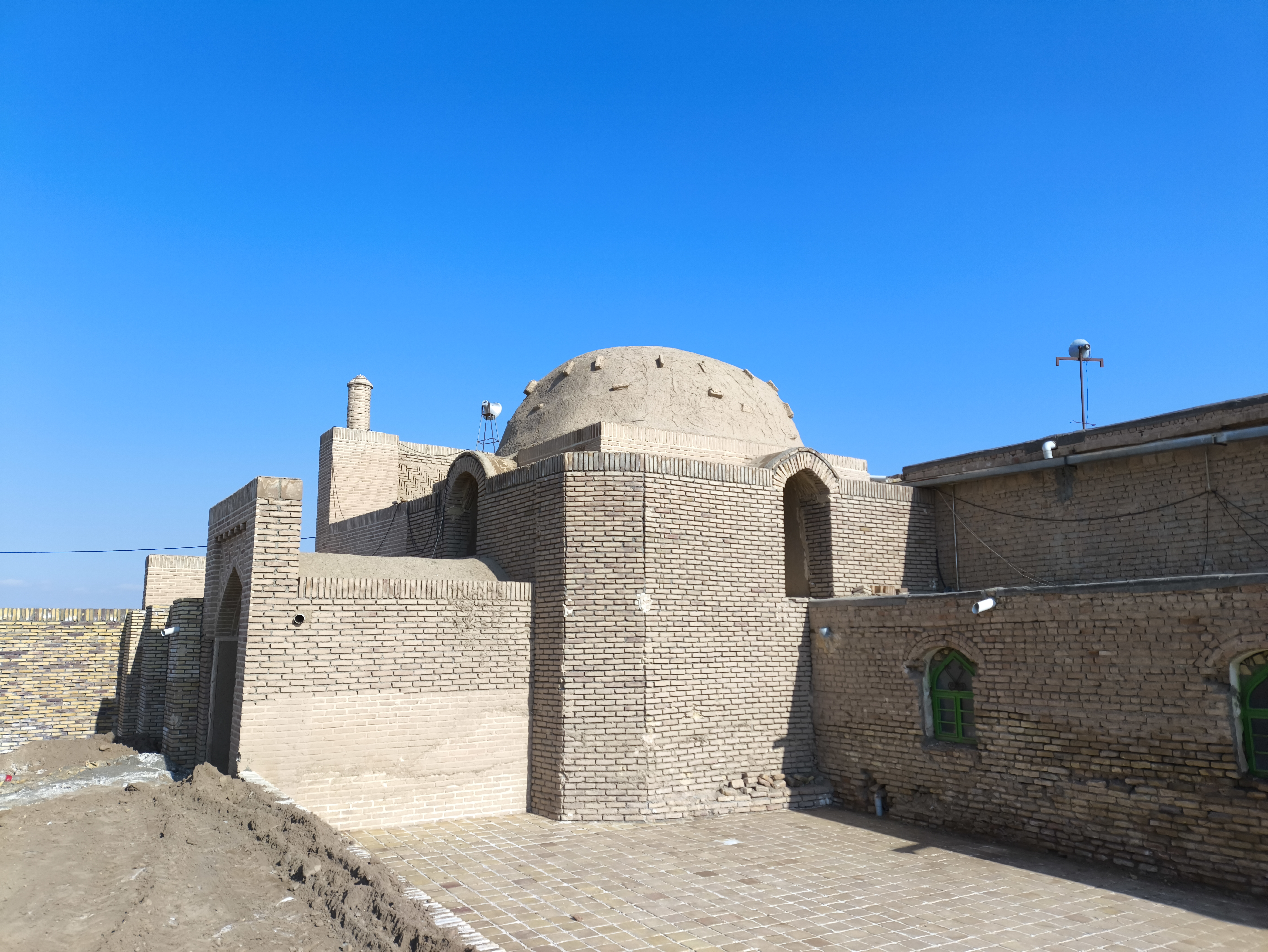
نمایی از مسجد جامع سیف‌آباد
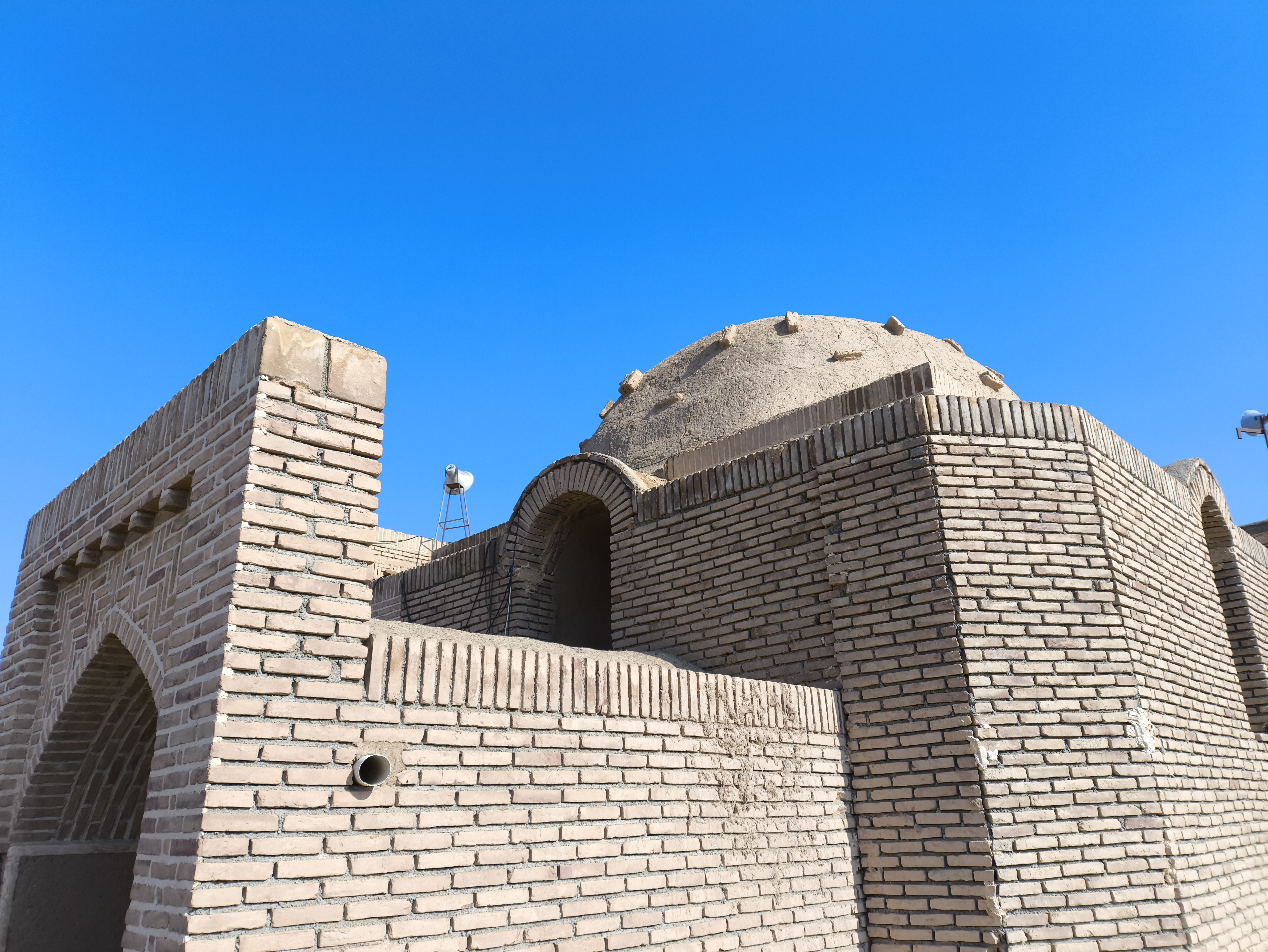
نمایی از مسجد جامع سیف‌آباد
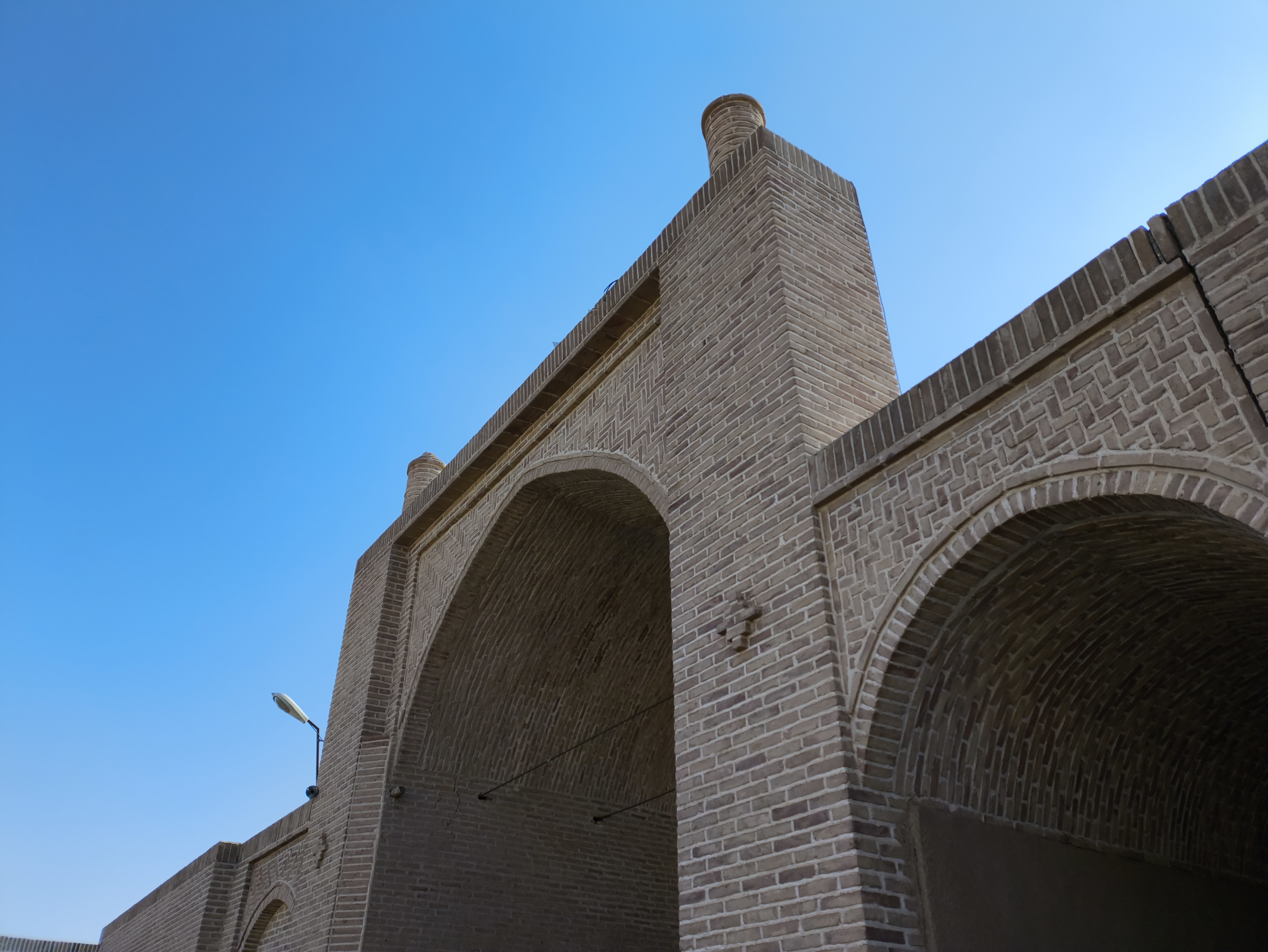
نمایی از مسجد جامع سیف‌آباد
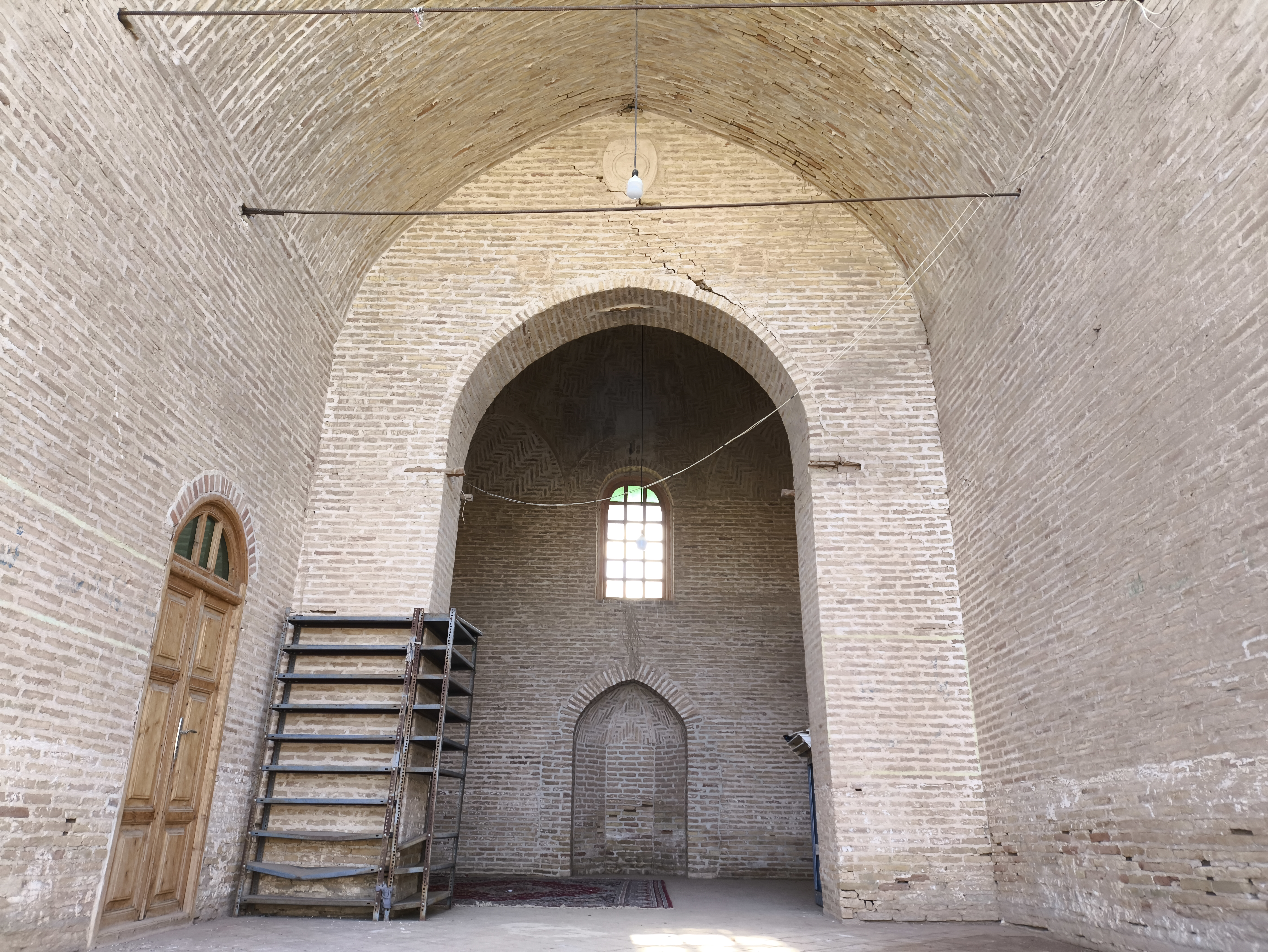
نمایی از مسجد جامع سیف‌آباد